# صخره جبل‌الطارق

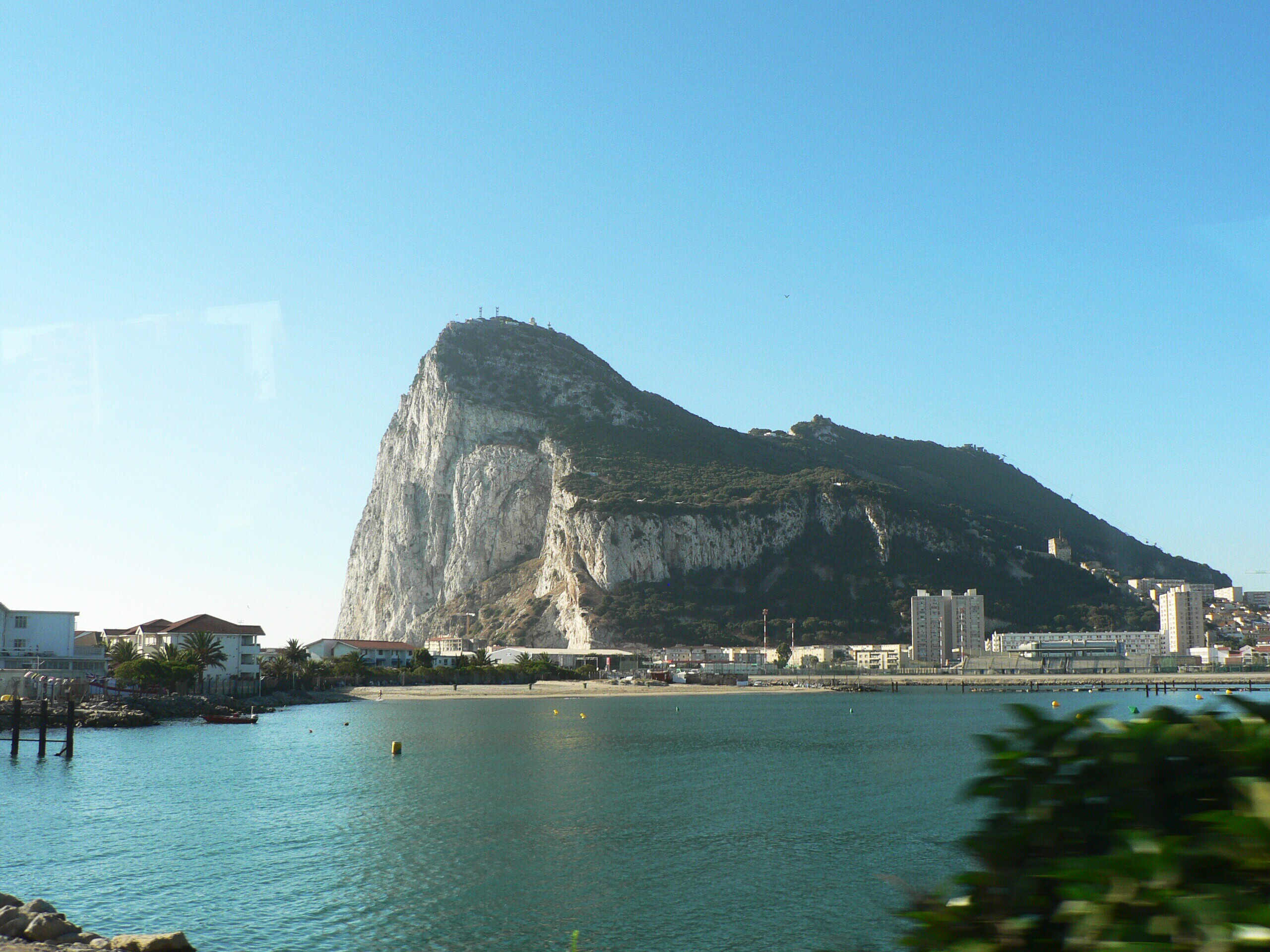
صخره جبل طارق.

صخره جبل‌طارق کوهی از جنس سنگ آهک در جبل طارق است که در جنوب اروپا قرار گرفته و بخشی از مناطق فرادریای بریتانیا است. این صخره که ۴۲۶ متر ارتفاع دارد و در مرز اسپانیا قرار گرفته در تملک بریتانیا است. بیشتر نقاط مرتفع این صخره یک ذخیره‌گاه طبیعی به‌شمار می‌آید که در حدود ۲۵۰ قلاده میمون از نوع میمون بربری در آن زندگی می‌کنند. این میمون‌ها تنها جمعیت میمون را در اروپا تشکیل می‌دهند که به‌طور طبیعی و در وحش زندگی می‌کنند. این میمون‌ها به علاوه شبکه تودرتویی از دالان‌های زیرزمینی هرساله شمار زیادی از گردشگران را به خود جلب می‌کنند.
این صخره محل مهمی برای استراحت پرندگان مهاجری است که بین آفریقا و اروپا حرکت می‌کنند. از آنجا که جنس این صخره آهکی است، به خاطر تأثیر باران، به مرور شکاف‌ها و غارهای مختلفی در صخره به‌وجود آمده‌اند که تعداد آن‌ها به بیش از صد مورد می‌رسد. معروف‌ترین غار آن، غار سنت مایکل نام دارد. مدت‌ها گفته می‌شد که بزرگ‌ترین دهلیز این غار یعنی «دهلیز کلیسای اعظم» تا آفریقا ادامه می‌یابد. این دهلیز امروزه برای برگزاری کنسرت و دیگر مراسم استفاده می‌شود.

## در تاریخ
صخره جبل‌طارق در دوره ژوراسیک یعنی ۲۰۰ میلیون سال پیش شکل گرفته‌است. در رخساره شرقی صخره که شیب زیادی دارد، در نزدیکی دریا غاری وجود دارد به نام غار گورهم. باستان‌شناسان شواهدی یافته‌اند که نشان می‌دهد این غار از حدود ۳۰ هزار سال پیش سکونتگاه نئاندرتال‌ها بوده‌است. آثار نئاندرتال‌ها در این غار و برخی غارهای دیگر این صخره نشان‌گر تنوع غذایی بالای نئاندرتال‌هایی است که در این منطقه سکونت داشته‌اند.
صخره جبل‌طارق یکی از ستون‌های هرکول بود و رومی‌ها به آن «کوه کالپه» می‌گفتند. ستون دیگر هرکول «کوه آبیلا» (جبل موسی امروزی) نام داشت و در سمت آفریقایی تنگه جبل طارق قرار داشت. در روزگار باستان، این دو ستون، پایان جهان شناخته‌شده را مشخص می‌کردند، افسانه‌ای که فنیقی‌ها آغازگر آن بودند.
بر بالای صخره یک کاخ از زمان مورها به‌جا مانده که به فرمان طارق بن زیاد، رهبر مسلمانان، ساخته شده‌است. ساخت این کاخ در سال ۷۱۱ آغاز شد، سالی که طارق بن زیاد از تنگه جبل طارق گذشت و اسپانیا را از کنترل ویزیگوت‌ها بیرون آورد. او بود که به این صخره نام جبل طارق داد.